# John Homer Beaman
John Homer Beaman (1929-2015) fue un botánico, profesor estadounidense que desarrolló actividades académicas en la Universidad de Carolina del Norte, con significativos aportes a la flora alpina.

## Algunas publicaciones

### Libros
- Thomas R. Soderstrom, John H. Beaman. 1968. The genus Bromus (Gramineae) in Mexico and Central America. Publicaciones del Museum, Michigan State University: Biological series. 519 pp.
- 1971. Some applications for the taxonomic data matrix: six term papers by students at Michigan State University. N.º 63 de Flora North America Report. Ed. FNA Secretariat. 103 pp.
- 1977. Introductory plant systematics: lecture syllabus and laboratory manual. 7.ª ed. 115 pp.
- Jere D. Guin, John H. Beaman. 1986. Plant dermatitis. Vol. 4, N.º 2 de Clinics in dermatology. Ed. Lippincott. 226 pp.
- 1990. Revision of Hieracium (Asteraceae) in Mexico and Central America. Vol. 29 de Systematic botany monographs. Ed. American Society of Plant Taxonomists. 77 pp. ISBN 0912861290.
- ------------, Christiane Eva Anderson, Reed S. Beaman. 2001. The plants of Mount Kinabalu: Dicotyledon families Acanthaceae to Lythraceae. Volumen 4 de The Plants of Mount Kinabalu. Ed. Real Jardín Botánico de Kew. 570 pp. ISBN 9838120510.
- 2001. A contribution to the flora and plant formations of Mount Kinabalu and the highlands of British North Borneo. Ed. Sociedad Linneana de Londres. 240 pp. ISBN 9838120561.
- Barbara S. Parris, John H. Beaman, Christiane Anderson, Reed S. Beaman. 2004. The plants of Mount Kinabalu: Dicotyledon families : Magnoliaceae to Winteraceae. Vol. 5 de The Plants of Mount Kinabalu. Ed. Real Jardín Botánico de Kew. 609 pp. ISBN 9838120871.
- 2007. Ferns of Kinabalu: an introduction. Ed. Natural History Publications. Borneo. 198 pp. ISBN 9838121223.

## Honores

### Epónimos
- (Asteraceae) Townsendia beamanii S.L.Welsh[1]
- (Brassicaceae) Draba beamanii Rollins[2]
- (Clusiaceae) Hypericum beamanii N.Robson[3]
- (Euphorbiaceae) Euphorbia beamanii M.C.Johnst.[4]
- (Gesneriaceae) Cyrtandra beamanii B.L.Burtt[5]
- (Melastomataceae) Medinilla beamanii Regalado[6]
- (Myrsinaceae) Hymenandra beamanii B.C.Stone[7]
- (Orchidaceae) Calanthe beamanii P.J.Cribb[8]
- (Poaceae) Festuca beamanii E.B.Alexeev[9]
- (Rubiaceae) Porterandia beamanii Zahid[10]
- (Violaceae) Viola beamanii Calderón[11]
- (Woodsiaceae) Diplazium beamanii M.G.Price[12]
- (Zingiberaceae) Alpinia beamanii R.M.Sm.[13]

- La abreviatura «Beaman» se emplea para indicar a John Homer Beaman como autoridad en la descripción y clasificación científica de los vegetales.[14]